# Marcel Delgado
Marcel Delgado (Coahuila, México, 16 de enero de 1901 - Los Ángeles, California, 26 de noviembre de 1976) fue un escultor y maquetista. Su técnica revolucionó la industria del cine stop motion. Es conocido por su trabajo en la película King Kong de 1933 .
La condición humilde de su familia lo llevó a buscar trabajo desde pequeño, ausentándose por largas temporadas de la escuela. No aprendió inglés sino hasta los 17 años, situación que dificultó aún más sus posibilidades para estudiar o trabajar. En 1921, repartía su tiempo trabajando en una tienda de abarrotes y tomando clases en el Otis Arts Institute, donde consiguió también un empleo de medio tiempo para pagar sus clases.
Mientras se desempeñaba allí conoció a Willis O'Brien, quien trabajaba haciendo efectos especiales en Hollywood. La especialidad de O'Brien eran las miniaturas y la animación stop-motion, y desde un principio mostró interés por el trabajo de Delgado. En varias ocasiones intentó, sin éxito, convencerlo de que se fuera a trabajar con él, ofreciéndole un sueldo cuatro veces superior al entonces percibido por Marcel. La respuesta de éste siempre era la misma, "no quiero hacer películas, quiero ser artista".
Cuando O'Brien se disponía a trabajar en El mundo perdido hizo un último intento por hacerse con los servicios del joven mexicano. Lo convenció de que faltase un día al trabajo y lo acompañara al estudio de filmación de la RKO. Cuando Delgado llegó un pase lo esperaba en la entrada y O'Brien le ofreció un tour por el lugar, cuyo punto final era el taller/estudio donde trabajaba. Delgado afirmaría tiempo después que eso fue lo que lo convenció de convertirse en el asistente de O'Brien, pues el estudio era amplio, limpio y ordenado y tenía todo lo que cualquier artista pudiera desear.
Delgado y O'Brien trabajaron juntos durante muchos años y pronto se convirtieron en uno de los equipos de efectos especiales más respetados de Hollywood. Su colaboración más famosa e innovadora fue el King Kong original , estrenado en 1933. Refinaron estas técnicas en Mighty Joe Young de 1949, que obtuvo un Premio de la Academia por efectos especiales (otorgado a O'Brien).
Delgado se retiró en 1965 y falleció el 26 de noviembre de 1976 en Los Ángeles, California.

## Las películas
La colaboración entre O'Brien y Delgado comenzó con El mundo perdido, pero el trabajo que realmente los convirtió en uno de los equipos de efectos especiales más admirados y respetados fue King Kong (1933). Al enorme éxito de Kong le siguió una fallida secuela titulada El hijo de Kong. El dueto también trabajó en cintas como Los últimos días de Pompeya, Veinte mil leguas de viaje submarino y otras.

## Sus aportaciones
Los modelos para animación stop motion normalmente eran hechos a base de arcilla o plastilina, lo que dificultaba manipularlos entre capturas. Delgado dotó a sus figuras de un armazón hecho de Dural, una resistente aleación de aluminio. Este "esqueleto" facilitaba manipular los modelos entre toma y toma sin alterar su estructura y forma. Delgado forraba los armazones con músculos de hule y goma y después recubría todo con una piel de látex, lo que les daba un aspecto más natural y realista. En algunas ocasiones colocaba también una vejiga inflable dentro de los modelos, la cual creaba la sensación de que sus figuras respiraban.